# 集贤亭

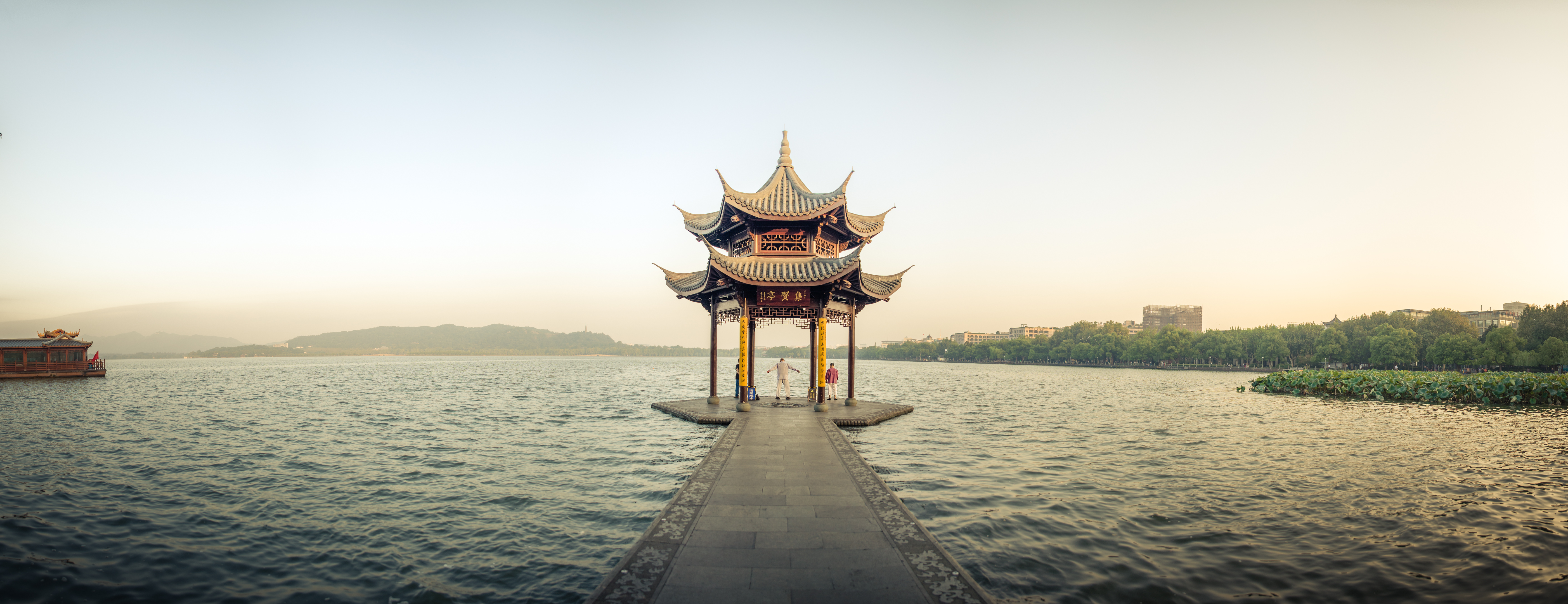
集贤亭正面

集贤亭，在杭州西湖东侧湖滨一公园，四面临水，是唯一位于西湖湖中的亭子。

## 历史
集贤亭位于涌金门以北的北城湾，在清代以前就已经有黑亭，北城湾故名亭子湾。清雍正四年（1726年），浙江总督李卫在亭子湾重建射亭，又名聚贤亭，并于此检阅八旗子弟练武，亭子湾也逐渐成为八旗子弟平日里骑射练武的场所，清代将其命名为亭湾骑射，增补到清代西湖十八景中。清朝灭亡以后，亭子随着杭州满城一并拆除，成为民众教育馆和民众体育场。1949年以后，这一地区被开辟为湖滨一公园。2002年杭州园林文物局开始开辟湖滨广场，重建了集贤亭，并在市民丁云川建议下将杭州孔庙收藏的乾隆“阅武”碑刻立于此处，重现了亭湾骑射的景观。

## 损坏与维护
由于集贤亭自重建以来成为西湖热门景观，遭到人为破坏也很多，2007年以来就有附近居民向媒体反映游客人为破坏集贤亭亭柱，主要为刻划涂鸦问题，甚至有人将征婚启事刻上去。2012年09月14日13时左右，集贤亭在大风下倒塌，整体落入西湖中，亭内4人及时撤离，无人员伤亡。